# Lechland
Lechland (polnisch und lateinisch Lechia) ist ein historischer und/oder alternativer Name für Polen, der sich von den westslawischen Lendizen oder Lechiten herleitet. Eventuell spielt bei der Vermittlung in verschiedene Sprachen auch der Name des mythischen Stammvaters der Polen Lech eine Rolle, dessen Name wiederum mit den Lendizen in einem Zusammenhang steht.
Bis heute ist in einigen europäischen Sprachen sowie manchen Sprachen Zentral- und Vorderasiens jeweils ein Name für Polen in Gebrauch, der sich vom historischen Begriff Lechia ableitet: Lenkija im Litauischen, Lengyelország im Ungarischen, Lehastan im Armenischen, Lehistan im osmanischen Türkisch, Lehestan im Persischen und Lehia im Rumänischen.
Lechia bildet auch den Ursprung für den Begriff der lechischen Sprachen, einer Untergruppe der westslawischen Sprachen.
Einige polnische Sportorganisationen verwenden den Namen Lechia. Die bekanntesten Beispiele sind die Fußballvereine Lech Posen, Lechia Gdańsk, Lechia Lwów und Lechia Zielona Góra. In der Volksrepublik Polen wurde außerdem die Nivea-Filiale in Poznań Fabryka Kosmetyków Pollena-Lechia genannt.